# Jacky Avril
Jacky Avril (* 19. července 1964 Vierzon) je bývalý francouzský vodní slalomář, kanoista závodící v kategorii C1.
Na mistrovstvích světa získal tři stříbrné (C1 družstva – 1987, 1989, 1991) a jednu bronzovou medaili (C1 – 1991). Na Letních olympijských hrách 1992 vybojoval v individuálním závodě C1 bronz.